# YouTube Symphony Orchestra
Het YouTube Symphony Orchestra, of YouTube Symfonie Orkest, is een symfonieorkest dat is samengesteld door het houden van open audities via internet, gehouden door YouTube, het Britse London Symphony Orchestra en een aantal andere internationale partners. Het is het eerste orkest dat door online-samenwerking is ontstaan. Vanaf de officiële oprichting op 1 december 2008 konden bij wijze van auditie digitale opnames worden ingestuurd via de YouTube-website, tot uiterlijk 28 januari 2009. In Nederland werden muzikanten daarbij geholpen en gevolgd door, onder andere, het Rotterdams Conservatorium en Radio 4.
De audities bestonden steeds uit één filmpje waarin de kandidaat zijn partij uit het stuk "Internet Symphony No. 1 'Eroica'" van de Chinese componist Tan Dun voordroeg en één met een stuk dat per instrument verschilde. Juryleden selecteerden de finalisten, maar de uiteindelijke selectie werd bepaald door een stemming op de website, van 14 tot 22 februari. De winnaars, waaronder drie Nederlanders, werden bekendgemaakt op 2 maart.
Alle winnaars werden uitgenodigd op te treden in de Carnegie Hall te New York, onder leiding van dirigent Michael Tilson Thomas. Het concert vond plaats op 15 april 2009 en werd opgenomen voor plaatsing op het internet. Tegen die tijd waren opnames van de audities reeds 15 miljoen maal bekeken.
In 2010 werden muzikanten voor een nieuw YouTube Symfonie Orkest gezocht, dat in het Sydney Opera House in Sydney optrad op 20 maart 2011. Ditmaal werd bij de audities - wederom via het internet - ook gevraagd om improvisatie. Er werd één Nederlandse kandidate geselecteerd.